# La Malhoure
La Malhoure är en kommun i departementet Côtes-d'Armor i regionen Bretagne i nordvästra Frankrike. Kommunen ligger i kantonen Lamballe som tillhör arrondissementet Saint-Brieuc. År 2022 hade La Malhoure 621 invånare.

## Befolkningsutveckling
Antalet invånare i kommunen La Malhoure
Referens:INSEE